# Pere Verdaguer i Saurina
Pere Verdaguer Saurina (Manlleu, 24 d'octubre de 1908 - Montcada i Reixac, 15 d'octubre de 1936), fou un sacerdot membre dels Fills de la Sagrada Família. Mort com a màrtir, és venerat com a beat per l'Església Catòlica.

## Biografia
Manlleuenc, era fill d'Isidre i de Dolors, el menor de quatre germans. Orfe de pare en 1909, en 1918 ingressà al Col·legi d'Orfes de Sant Julià de Vilatorta. Amb inclinació per la vida religiosa, tingué el pare Cristóbal Viñuela com a director espiritual. En 1922 anà al Col·legi del Natzarè de Blanes, dels Fills de la Sagrada Família. Hi demanà entrar com a novici i ho feu el 23 de setembre de 1923 al col·legi i noviciat Sagrada Família de les Corts. L'any següent va fer la professió i començà els estudis eclesiàstics i de professorat.
Va fer les pràctiques de professor al col·legi de Blanes, el curs 1927-1928, i el curs següent, al col·legi Sant Lluís de Begues. La professió solemne fou el 17 de setembre de 1931 i fou ordenat sacerdot el 20 de febrer de 1932 al Palau Episcopal de Barcelona. Fou destinat al Col·legi Jesús, Maria i Josep de Sant Andreu de Palomar (Barcelona) i després de Sant Ramon de Vilafranca del Penedès, on fou secretari. Bon dibuixant, va fer l'escut de la congregació que presidia el menjador del seminari.
El maig de 1936, la comunitat va ser obligada a abandonar el col·legi de Vilafranca; i Verdaguer va passar al col·legi Sant Lluís de Begues mentre preparava la documentació per a marxar a un col·legi de l'Argentina. Poc després, es refugià a Manlleu, però n'hagué de fugir; arribat a Barcelona i mentre residia en una pensió al districte de Ciutat Vella, fou reconegut com a sacerdot i detingut. Portat a la txeca de l'antic convent de Sant Elies, el 15 d'octubre de 1936 fou dut al cementiri de Montcada, amb altres dinou religiosos, i assassinat. Les seves restes no han estat localitzades.
Fou declarat venerable el 10 de maig de 2012 per Benet XVI i beatificat pel papa Francesc el 13 d'octubre de 2013.